# Вильга (Шаранта)
Вильга́ (фр. Villegats) — коммуна во Франции, находится в регионе Пуату — Шаранта. Департамент — Шаранта. Входит в состав кантона Рюффек. Округ коммуны — Конфолан.
Код INSEE коммуны — 16410.
Коммуна расположена приблизительно в 360 км к юго-западу от Парижа, в 70 км южнее Пуатье, в 39 км к северу от Ангулема.

## Население
Население коммуны на 2008 год составляло 244 человека.
| 1962 | 1968 | 1975 | 1982 | 1990 | 1999 | 2008 |
| ---- | ---- | ---- | ---- | ---- | ---- | ---- |
| 262  | 234  | 209  | 258  | 245  | 264  | 244  |

## Администрация
| Период | Период | Фамилия       | Партия | Примечания |
| ------ | ------ | ------------- | ------ | ---------- |
| 1977   | 2008   | Мишель Жаньер |        | фермер     |
| 2008   | 2014   | Марк Вижье    |        |            |

## Экономика
В 2007 году среди 154 человек в трудоспособном возрасте (15—64 лет) 109 были экономически активными, 45 — неактивными (показатель активности — 70,8 %, в 1999 году было 71,2 %). Из 109 активных работали 99 человек (47 мужчин и 52 женщины), безработных было 10 (5 мужчин и 5 женщин). Среди 45 неактивных 11 человек были учениками или студентами, 21 — пенсионерами, 13 были неактивными по другим причинам.

## Фотогалерея
- Церковь
- Ферма
- Карта коммуны